# أنا بعشقك (أغنية)
أنا بعشقك أغنية للفنانة السورية ميادة الحناوي، كتبها ولحنها الفنان المصري بليغ حمدي كثاني عمل فني له يجمع بين ألحانه وكلماته مع ميادة الحناوي بعد أغنية الحب اللي كان. صدرت في العام 1985، وهي من أغاني مقام البيات.

## الكلمات
أنا بعشقك أنا... أنا كلي لك أنا
أنا أنا... أنا أنا أنا
يا من ملك روحي بهواه
الأمر لك طول الحياة
الماضي لك.. وبكرة لك.. وبعده لك
أنا في سهادي.. وفي منامي
بندهك وبسألك
بتحبني ولاّ الهوى عمره مازارك
بتحبّني ولاّ انكتب على القلب نارك
قول يا حبيبي... حبيبي قول... قول يا ملاك
أنا أنا أنا بعشقك
أنا بعشق الكلمة اللي بتقولها
وبعشق ضحكتك
أنا أنا أنا بعشقك
أنا بعشق الليل اللي في عيونك
وبعشق رقتك
أنا أنا أنا بعشقك
أنا بعشقك الأرض اللي عدت عليها يوم .. خطواتك
وبسألك.. بسألك
بتحبني ولا الهوى عمره ما زارك
بتحبني ولاّ انكتب على القلب نارك
قول يا حبيبي... حبيبي قول... قول يا ملاك
أنا أنا أنا بعشقك
أنا لما أول ليلة شفتك قولت.. آه... آه
وده كان ليه فين
بقى هوة ده... اللي انكتب
اسمه هواك فوق الجبين
والسلام ابتدينا بالسلام
والكلام ابتدى بينا الكلام
وبسألك... بسألك
بتحبني ولاّ الهوى عمره مازارك
بتحبني ولاّ انكتب على القلب نارك
قول يا حبيبي... حبيبي قول... قول يا ملاك
يا اللي هواك غيّر حياتي... ودنيتي
جيت بالربيع غير آهاتي.. بضحتكي
أنت الأمل نور ليلاتلي وحدتي
في عيوني بسمة... جوايا همسة
بتسألك بتسألك
بتحبني ولاّ الهوى عمره مازارك
بتحبني ولا انكتب على القلب نارك
قول يا حبيبي... حبيبي قول... قول يا ملاك